# Hasseltbos
Hasseltbos är en skog i Belgien.   Den ligger i provinsen Östflandern och regionen Flandern, i den centrala delen av landet, 30 km väster om huvudstaden Bryssel.
Omgivningarna runt Hasseltbos är en mosaik av jordbruksmark och naturlig växtlighet. Runt Hasseltbos är det ganska tätbefolkat, med 230 invånare per kvadratkilometer.